# ماريا آنجلز كاردونا إي فلوريت
كانت ماريا أنجلز كاردونا إي فلوريت عالمة أحياء وبيئية وعالم نباتات من مينوركا، والتي عملت بشكل رئيسي في برشلونة.

## السيرة الذاتية
نشأة في سوتاديلا، قبل أن تنتقل إلى برشلونة للدراسة في الجامعة. تخرجت في العلوم البيولوجية من جامعة برشلونة عام 1963. ومن عام 1964 إلى 1971، أكملت أطروحة الدكتوراه حول دورة حياة النباتات في المجتمعات النباتية المتنوعة، خاصةً في منطقة كولسيرولا ببرشلونة. هذه الأطروحة مهدت الطريق لخط بحث جديد في علم النبات في كاتالونيا، وأدت إلى تغيير كبير في الأساليب العلمية والمنهجية.
وفي عام 1972، حازت على جائزة بيوس الخط الأول Quer من معهد الكاتالونية.
منذ بداية أطروحة الدكتوراه، عملت كأستاذة في جامعة برشلونة، حيث قامت بالتدريس في قسم النبات من عام 1975 حتى 1985، ثم انتقلت إلى جامعة برشلونة المستقلة. في عام 1986، حصلت على منصب أستاذة كاملة في علم الأحياء النباتية، واستمرت فيه حتى وفاتها.
تعاونت مع عدة أساتذة عالميين، وبشكل خاص مع جولييت كونتاندريوبولوس من جامعة مرسيليا، الخبيرة في علم الوراثة الخلوية. نشرت أكثر من خمسين ورقة علمية وساهمت في تأسيس موسوعة مينوركا، وكانت عضوًا في العديد من الجمعيات واللجان الوطنية والدولية.
كانت تعاني من مشاكل صحية وتوفيت إثر سكتة دماغية في برشلونة بتاريخ 24 ديسمبر 1991.